# Havoise de Normandie
Titre
Duchesse de Bretagne
Havoise de Normandie (ou Hawise), née en 977 et morte à Rennes le 22 février 1034, est une princesse du duché de Normandie.

## Biographie
Fille du duc Richard Sans-Peur et d’une de ses frilla, Gunnor, issue d’une puissante famille de la noblesse danoise.
Ayant épousé Geoffroi Ier de Bretagne vers 996 (alors que son frère Richard II de Normandie prenait pour femme Judith de Bretagne), elle est devenue en 1008, à la mort de son mari, duchesse douairière de Bretagne et régente pour son fils mineur, âgé de 10 ans, Alain III, futur duc de Bretagne.

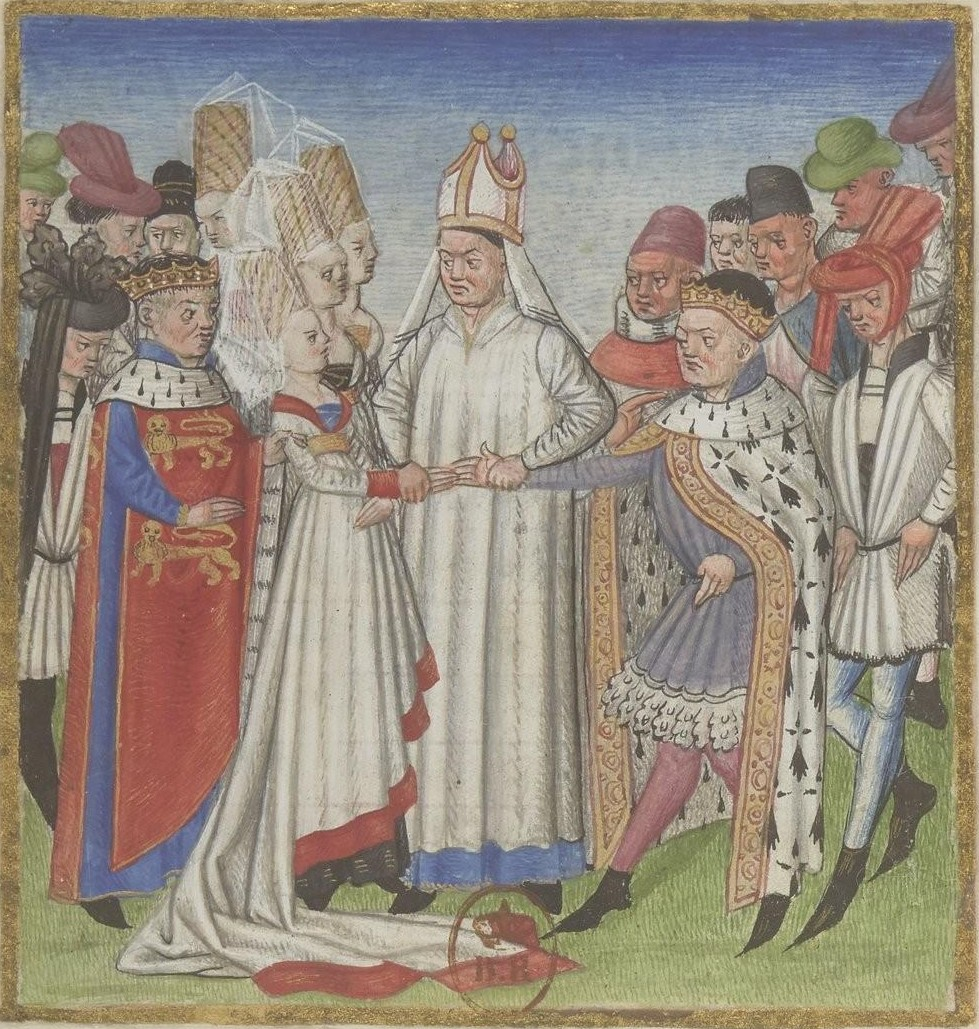
Enluminure de 1460 représentant le mariage (vers 996) de Geoffroi avec Havoise de Normandie.